# Juan Carlos Giménez Ferreyra
Juan Carlos Giménez Ferreyra (Asunción, 20 de diciembre de 1960) es un exboxeador profesional paraguayo que compitió en varias categorías de peso, desde peso superwélter hasta peso crucero. Es ampliamente reconocido como uno de los boxeadores más destacados en la historia del boxeo paraguayo.

## Trayectoria
Durante su juventud, Giménez migró junto a su familia desde Paraguay a la Argentina, donde comenzó a practicar boxeo supervisado por el entrenador Ítalo Aldrovandi. Púgil destacado en el circuito argentino de boxeo amateur, decidió representar a su país cuando ingresó en el ámbito profesional.
Su debut fue en febrero de 1982 ante su compatriota Pedro Lobato, a quien venció por nocaut técnico en el sexto round.
El 13 de noviembre de 1983 enfrentó al uruguayo José María Flores Burlón por la disputa del título de campeón sudamericano de peso crucero, derribándolo en el primer asalto.
En enero de 1988, pocos meses después de haber sido derrotado por Roberto Durán en Miami, venció al dominicano Jorge Amparo en Asunción, adjudicándose así el título de campeón internacional del Consejo Mundial de Boxeo en el peso semipesado.
Con amplia experiencia en varias categorías de peso, Giménez disputó durante la década de 1990 cuatro combates por el título mundial supermediano del Consejo Mundial de Boxeo y de la Organización Mundial de Boxeo: enfrentó al italiano Mauro Galvano en febrero de 1992, y a los británicos Chris Eubank, Nigel Benn y Joe Calzaghe en noviembre de 1992, septiembre de 1994 y abril de 1998 respectivamente, siendo derrotado -mas no noqueado- en las cuatro ocasiones.
El 4 de junio de 2004 se enfrentó en Asunción al brasileño Valmir Rosario, al que venció por decisión del jurado tras doce rounds, obteniendo así el título de campeón mundial de peso semipesado del Consejo Universal de Boxeo.